# Baranello
Baranello (Varagnièllë in molisano) è un comune italiano di 2 433 abitanti della provincia di Campobasso in Molise.

## Storia
Il borgo fu citato per la prima volta nel XIV secolo come possesso di Capece Galeota. In realtà però la fondazione risale all'epoca normanna.
Nel 1591 il feudo fu venduto dai Carafa ai Marchese e poi ad Angelo Barone. Fino al XIX secolo Baranello farà parte del dominio degli aragonesi e infine della famiglia Ruffo.
Negli anni della seconda guerra mondiale, tra il 1940 e il 1943, Baranello fu uno dei comuni del Molise destinati dalle autorità fasciste ad accogliere profughi ebrei in internamento civile. Con l'arrivo dell'esercito alleato nel settembre 1943, i 9 internati riuscirono tutti a raggiungere i territori liberati del Sud Italia, ad eccezioni di due di loro deceduti in paese durante il soggiorno coatto. 

### Simboli
Lo stemma e il gonfalone sono stati concessi con decreto del presidente della Repubblica del 31 maggio 1999.
Lo stemma raffigura due mani che si stringono in segno di lealtà, concordia e forza, ed è tratto da un'antica stele funeraria osco-sannita, che rappresenta una coppia di coniugi, uniti nella dextrarum iunctio, la stretta di mano cerimoniale che i due sposi facevano al momento del matrimonio.
Il gonfalone è un drappo di verde.

### Onorificenze
Baranello è tra i comuni decorati della seguente onorificenza:

## Monumenti e luoghi d'interesse

### Chiesa neoclassica di San Michele Arcangelo

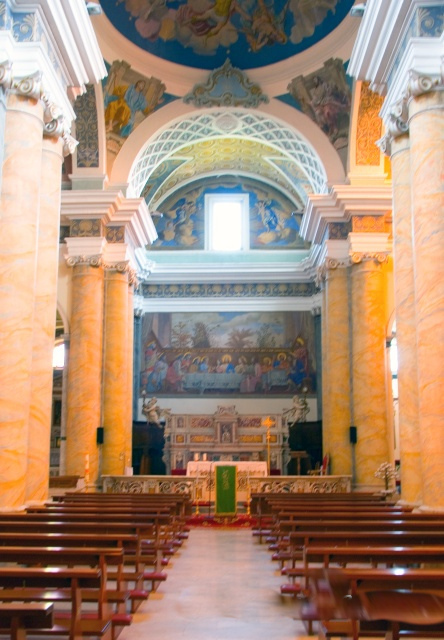
Interno della chiesa di San Michele Arcangelo

Fu consacrata nel 1818 dopo il terremoto. La facciata è tripartita da quattro colonne tuscaniche con portali semplici. La parte interna a navata unica ha tele del Seicento sulla strage degli innocenti, l'Adorazione dei magi del pittore Francesco Inchingolo e la presentazione di Cristo al tribunale.

### Castello Ruffo
Fu costruito dai Longobardi e modificato in età normanna e medievale. La conformazione attuale è dovuta al restauro dopo il terremoto del 1805. Ha la forma rettangolare di palazzo baronale con quattro torri cilindriche medievali.

## Società

### Evoluzione demografica
Abitanti censiti

## Cultura

### Musei
Il Museo civico intitolato a Giuseppe Barone, situato nell'ex palazzo comunale al primo piano, raccoglie la pregevole collezione dell'architetto baranellese. È composto di due sale, in cui troviamo tra gli altri un dipinto di Giuseppe Palizzi e uno attribuito a Jusepe de Ribera.

## Infrastrutture e trasporti

### Strade
Il comune è interessato dalle strade provinciali 49 e 53.

### Ferrovie
Il comune è servito dalla stazione di Baranello, posta sul tronco comune alle linee Termoli-Venafro e Campobasso-Benevento.

## Amministrazione
Di seguito è presentata una tabella relativa alle amministrazioni che si sono succedute in questo comune.
| Periodo           | Periodo        | Primo cittadino   | Partito                            | Carica  | Note   |
| ----------------- | -------------- | ----------------- | ---------------------------------- | ------- | ------ |
| 30 settembre 1987 | 7 giugno 1991  | Antonio Palazzo   | Democrazia Cristiana               | Sindaco | [ 10 ] |
| 7 giugno 1991     | 13 giugno 1993 | Giovanni Maio     | Democrazia Cristiana               | Sindaco | [ 10 ] |
| 13 giugno 1993    | 28 aprile 1997 | Angelo Colaneri   | lista civica                       | Sindaco | [ 10 ] |
| 28 aprile 1997    | 28 maggio 2000 | Angelo Colaneri   | Partito Democratico della Sinistra | Sindaco | [ 10 ] |
| 14 maggio 2001    | 30 maggio 2006 | Domenico Boccia   | lista civica                       | Sindaco | [ 10 ] |
| 30 maggio 2006    | 16 maggio 2011 | Domenico Boccia   | lista civica                       | Sindaco | [ 10 ] |
| 16 maggio 2011    | 5 giugno 2016  | Marco Maio        | lista civica Insieme per Baranello | Sindaco | [ 10 ] |
| 5 giugno 2016     | 4 ottobre 2021 | Marco Maio        | lista civica Insieme per Baranello | Sindaco | [ 10 ] |
| 4 ottobre 2021    | in carica      | Riccardo Di Chiro | lista civica Insieme per Baranello | Sindaco | [ 10 ] |

### Gemellaggi
- Cincinnati